# Junkers Ju 52/1m
Junkers Ju 52/1m är ett lågvingat enmotorigt monoflygplan tillverkat helt av korrugerad duraluminium av Junkers Flugzeug- und Motorenwerke AG.

## Historik
Konstruktionen av Ju 52 inleddes 1928 med Ernst Zindel som konstruktionschef. Flygplanet var i huvudsak tänkt som ett lastflygplan även om man tittade på möjligheten att även använda det som passagerarflygplan. Mycket av grundkonstruktionen har likheter med Junkers W 33/W 34. Målsättningen med Ju 52 var att få fram ett flygplan som kunde lasta mer nyttolast än tidigare modeller. Första utkastet blev ett högvingat monoplan med en eller två motorer, men under resans gång ändrades hela utformningen till att bli en enmotorig lågvingat monoplan snarlikt Junkers F 24. Flygplanet tillverkades som i tidigare Junkersmodeller i en aluminiumlegering kallad duralumin.
Första flygningen gjordes av Junkers provflygare Wilhelm Zimmermann 3 september 1930. I november samma år presenterades planet för de tyska försvaret och en månad senare certifierades flygplanet av de tyska luftmyndigheterna. Första presentationen för den breda publiken var vid en flyguppvisning på Tempelhof i Berlin i februari 1931. När all flygutprovning var klar i juni 1931 levererades det första flygplanet till Luftfrako, ett tyskt flygfraktbolag för att utprovas operativt. 
Efter provperioden återlämnades flygplanet till Junkers. På prototypflygplan 2 monterades pontoner, det provflögs från floden Elbe 17 juli 1931 av Zimmermann. Tillverkningen av de första tolv serieflygplanen inleddes 1930, men tyvärr visade det sig att Junkers missbedömt marknaden, bara ett lastflygplan av typen Ju 52 såldes och det var till ett bolag i Kanada. När de första sju flygplanen var klara avbröts tillverkningen. Luftwaffe övertog de osålda flygplanen för att använda dem som målflygplan. Hela konstruktionen av Ju 52 överfördes till Junkers Ju 52/3m. För att inte förväxla flygplanen, fick Ju 52 benämningen Ju 52/1m, eftersom den hade en motor. 
Som de flesta flygplan Junkers tillverkade på 1920- och 1930-talen tänkte man på möjligheten att använda flygplanet militärt. Ett av de sju prototypflygplanen flögs över till AB Flygindustri (Afi) i Limhamn för modifiering. På fabriken där försågs flygplanet med fäste för en torped. Flygplanet registrerades i Sverige som SE-ADM och när modifieringen var klar flögs flygplanet åter till Tyskland, och användes av Luftwaffe för torpedfällningsförsök. En del av dessa prov utfördes i Norge 1933. Efter avslutade prov överfördes flygplanet till Luftdienst GmbH som använde flygplanet till målgångsflygning. Den militära varianten benämndes K45c och det var också den enda varianten av en militär Ju 52.

## Versioner av Junkers Ju 52
- Ju52mba, Ju52m - prototyp med Junkers L88-motor, endast testflygning, september 1931
- Ju52mbe, Ju52m - prototyp med BMW VIIaU-motor, september 1930
- Ju52mbi - andra prototypen med A.S. Leopard-motor, fast hjulställ, mars 1932
- Ju521mcai - med BMW IXU-motor  (5 flygplan)
- Ju521mcao - med Rolls Royce Buzzard, exportversion för Kanada (6 flygplan)
- Ju521mce - förlängd och svept vinge, flygplan 3, 4 och 7, max startvikt 7 200 kg
- Ju521mci - andra prototypen efter modifiering med pontoner, juli 1931
- Ju521mdi - andra prototypen med förstärkt landställ och förlängd och svept vinge
- Ju521mdo - motorprovbänk för Jumo-motorer, 4 testflygningar genomfördes
- K45c - ett provflygplan som modifierades till torpedflygplan av Afi